# Jovan Đonović
Jovan Đonović (Obod, Rijeka Crnojevića, Cetinje, 22. rujna, 1883. - Libervil, SAD, 21. ožujka 1963.), agent srpske vlade, oporbeni zastupnik, veleposlanik, publicist, slobodni zidar. 
Tijekom Drugog svjetskog rata Đonović je bio povjerljivo lice četničkoga vođe Dragoljuba Mihailovića.

## Životopis

### Školovanje
Završio Bogosloviju na Cetinju a Filozofski fakultet u Beogradu. Tijekom 1900-ih član crnogorske političke emigracije koja je u Kraljevini Srbiji djelovala uz potporu vlasti na širenju anti-crnogorske tj. velikosrpske propagande. 
Član urotničke skupine crnogorskih studenata koja je, terorističkom akcijom, pokušala ubiti Nikolu I. Petrovića (vidi: Bombaška afera (1908.)). Đonović je u to vrijeme ko-autor knjige Crna Gora i napredni pokret (Beograd, 1911.).

### Srpski agent
Najkasnije od 1911. je Đonović službenik srpske vlade koja ga upućuje u obavještajnu misiju u Carigrad a potom u Chicago (SAD). Među američkim Crnogorcima je sustavo širio promidžbu u cilju ujedinjenja Kraljevine Crne Gore sa Srbijom. U SAD tiska novine "Oslobođenje" a potom i novine "Narodna misao".
Tijekom 1917. na Krfu, skupa s nekolicinom crnogorskih emigranata, radio pri Vladi Nikole Pašiča na reaiziranju srpsko-crnogorskoga ujedinjenja, no dolazi u sukob zbog netrpeljivosti s nekima od suradnika. 

### U oporbi
Od Solunskoga procesa 1917., kao simpatizer (prema nekim izvorima i član s datom prisegom) tajne vojno-terorističke grupe Crna ruka (vođ Dragutin Dimitrijević Apis) potpuno se Đonović udaljava od Pašića, te ga ovaj nije uključio u realiziranje Podgoričke skupštine 1918. godine. 
1920. je jedan od utemeljivača Jugoslavenske republikanske stranke koja je, kao anti-monarhistička, imala (skupa s KPJ) najbolje rezultate na izborima te godine u Crnoj Gori. 
Đonović je u parlamentu Kraljevine SHS tada bio dosljedni oporbenjak, te je snažno protestirao protivu terora koju nove vlasti provode u Crnoj Gori. Tiska knjigu "Ustavno pitanje" (Beograd, 1921.).

### Mason i veleposlanik
No 1930-ih opet je Đonović blizak režimu u Beogradu, najprije kao dužnosnik Trgovinske komore a potom i zbog članstva u masonskoj loži. 
Imenovan je za jugoslavenskoga veleposlanika u Tirani (Albanija). Zbog razmirica, te sumnjičenja da je navodno suradnik britanske tajne službe S.O.E., 1938. brisan iz masonskoga članstva.
U tom periodu objavljuje knjigu "Ustavne i političke borbe u Crnoj Gori 1905. – 1910." (Beograd, 1939.).

### Član četničke komande
Tijekom Drugog svjetskog rata u svojstvu delegata Vlade Kraljevine Jugoslavije 1943. radio u Cairu na organiziranju obavještajnih veza s četnicima Dragoljuba Mihailovića koji ga je imenovao za člana svog Centralnog nacionalnog komiteta.

### U emigraciji
Poslije rata, Đonović se nastanjuje u SAD, gdje postaje članom četničkih emigrantskih udruga (Srpska narodna odbrana), osnivač 1951. lista "Sloboda". 
Priredio je sabrana djela srpskog pjesnika Jovana Dučića, također političkog emigranta. Sudionik je Đonović srpsko-crkvenoga raskola u SAD potkraj 1950-ih koji je u krajnjem rezultirao odvajanjem dijela SPC u emigraciji od Patrijaršije u Beogradu i formiranjem Slobodne Srpske pravoslavne crkve.

### Postumno
2004. u Beogradu je tiskana rukopisna zaostavština Jovana Đonovića "Moje veze sa Dražom Mihailovićem".